# Julie Taymor
Julie Taymor (15 de dezembro de 1952, Newton, Massachusetts) é uma cineasta e diretora de musicais e Óperas estadunidense.
O trabalho de Taymor recebeu muitos elogios por parte dos críticos, e ela ganhou dois prêmios Tony de quatro indicações, o Drama Desk Award de Melhor Figurino, um Emmy Award e uma nomeação para Melhor Canção Original no Oscar. Ela também recebeu em 2012 o Director Award for Vision and Courage do Athena Film Festival em Barnard College, em Nova York. Ela é amplamente conhecida por dirigir a versão musical do O Rei Leão, que ela se tornou a primeira mulher a ganhar o Prêmio Tony de melhor direção em musical, além de um prêmio Tony por Melhor Figurino. Ela era a diretora do musical da Broadway Spider-Man: Turn Off the Dark. E dirigiu a aclamada produção off-broadway, Sonho de Uma Noite de Verão.

## Filmografia
- Fool's Fire (1992) (TV)
- Oedipus Rex (1993) (TV)
- Titus (1999)
- Frida (2002)
- Across the Universe (2007)
- The Tempest (2010)